# Lead Molecular Design
Lead Molecular Design és una empresa de química computacional catalana, fundada el 2002 per Ismael Zamora a Sant Cugat del Vallès. Fa serveis computacionals per a la indústria farmacèutica.
Col·laboren amb grups de recerca d'institucions públiques en projectes de recerca per a l'obtenció de nous fàrmacs, com ara amb els grups del Programa de Química i Farmacologia Molecular i del programa de Biologia Estructural i Computacional de l'Institut de Recerca Biomèdica de Barcelona (IRB Barcelona).